# Кролевецький повіт (Чернігівська губернія)
Кролевецький повіт (1802—1925) — адміністративно-територіальна одиниця Чернігівської губернії. Повітове місто — Кролевець. Повіт приєднано до складу Чернігівської губернії указом від 27 березня 1803 року разом із Остерським та Суразьким повітами.
Повіт знаходився на південному сході губернії, на півдні межував з Конотопським, заході Сосницьким, півночі Новгород-Сіверським, сході Глухівським повітами Чернігівської губернії і з Путивльським повітом Курської губернії на південному сході по річці Клевень. Займав площу 2 366,7 верст² (2 693 км²).
Згідно з переписом населення Російської імперії 1897 року в повіті проживало 131 089 чоловік. З них 96,25 % — українці, 2,98 % — євреї, 0,68 % — росіяни.

## Адміністративний поділ

Мапа повіту

Повіт мав 211 населених пунктів, які входили до 10 волостей в складі 3-х станів:
| Волость     | Волосний центр | Кількість сільських громад |
| ----------- | -------------- | -------------------------- |
| І стан      |                |                            |
| Кролевецька | Кролевець      | 7                          |
| Мутинська   | Мутин          | 7                          |
| Алтинівська | Алтинівка      | 5                          |
| Атюська     | Атюша          | 4                          |
| ІІ стан     |                |                            |
| Чапліївська | Чапліївка      | 13                         |
| Клишківська | Клишки         | 6                          |
| Коропська   | Короп          | 24                         |
| ІІІ стан    |                |                            |
| Понорницька | Понорниця      | 17                         |
| Покошицька  | Покошичі       | 32                         |
| Оболонська  | Оболоння       | 11                         |

та місто Кролевець з передмістями Велика Гончарівка, Гребенниківка, Добра Вода, Довгалівка, Загребелля, Замковище, Карпеківка, Кашуківка, Козин, Коновалівка, Мала Гончарівка, Масютівка, Ракоїдівка, Чепурнівка, Яликівка.

## Відомі люди
- Савицький Микола — поміщик Кролевецького повіту, голова Чернігівської губернської земської управи.
- Радченко Антін Васильович — полковник Армії УНР.
- Лукаш Микола Олексійович — український перекладач, мовознавець і поліглот.